# Тесла, портрет међу маскама
Тесла, портрет међу маскама је роман из 2008. године, савременог српског књижевника Владимира Пиштала. Добитник је НИН-ове награде за најбољи роман године.

## О писцу
Владимир Пиштало рођен је у Сарајеву 1960. године. Завршио је Правни факултет у Београду, а докторирао на Универзитету Њу Хемпшир у САД. Радио у Америци, на колеџу, у Вустеру, Масачусетс, где је предавао светску и америчку историју.  
Тренутно је управник Народне Библиотеке Србије.

## О књизи
Тесла, портрет међу маскама предстваља једну од најаснијих и најзанимљивијих романсираних биографија Николе Тесле. Сем приче о Тесли то је и прича о историји једне епохе.
Комбинирајући историјску грађу и поетичност, Пиштало је написао лирску биографију која је у исто време хроника епохе и лична прича о приватним и јавним успонима и падовима Николе Тесле.
Тесла, портрет међу маскама је попут оде животу и делу Николе Тесле.
Тесла је био сањар који је веровао у бесплатну производњу и пренос енергије кроз зрак и земљу, размиљшао о преносу звука и слике таласима на даљину, пуштао кроз себе струју огромног напона, од научних експеримента правио представе , покретањем електромагнетних таласа изазивао земљотресе, сањар који је утицао на то да се, свет муњевито мења.
Роман има енциклопедијски карактер. Сем приче о Тесли у књизи су уклопљене и минибиографије многих личности. 

## Белешка аутора
Владимир Пиштало је књигу писао око шест година, од 2000. до 2008. године, писана у Београду, Вустеру, Бостону, на Крфу, у Боцвани, на Куби. Сам аутор је на крају књиге написао:
"Ово је интегрално издање трилогије, чији је први део 2006. године објављен као засебна књига под насловом 'Тесла, младост'. Друга и трећа књига, 'Америка' и 'Нови век', сада се први пут објављују".

## Делови романа
Роман Тесла, портрет међу маскама чине три дела, и сваки део се састоји од следећих прича:
- Младост
  - Отац, Мајка, Грудва, Зиме, Визири, Брат, Страшно, Пусти ме, Мали монолог о летовима, Први град, Полу-бунило, Теолози, Почетници у овом животу, Преображај, Краљ валцера, Пожуда за ветром, У граду штајерских макркогрофова, О носевима, Пољупци и Волтер, Светлост, Немогуће, А Месец је твој сусед, Двобој, Другачији Грац, Нестали, Сва природа стаде, Хоћете ли да видите златни Праг?, Паметни купус, Декадент, Парк, Без љубави, прелазак, Светлост смртних.
- Америка
  - Кућа главног, Смрт костура, Нема, Дођи!, Одгрижено уво, "Опасне класе", Слепи тигар, Трансформације Атине, Из муцавог дневника, Успех, Питсбург, Инжењери, Слепци кажу да очи смрде, Свега што живи, Брадата жена, Ставите руке у тегле с водом, И сестру смрт, После никад, Лондонско чудо, Париз, Јурњава, Ба-Бам, Чаробњак и његов шегрт, Забљеснуто, Сан летње ноћи, Видећете, Светска изложба, У свету фантазије, На врху света, Људи из шешира, Cosi fann Tutte, Ледена палата, Пулс! Пулс!, Рупа у утроби, Па чак и душа, Дани 1986, Јен-јен, Вртлог, Женидба Душанова, Рат, Асторија, Нећемо, Не упрљавши их, Горгонине Косе, Зевс грому наређује, Тесла наздравља 20. веку.
- Нови век
  - Страшни нос, Велико Безимено, Каиш, Пигмалион, Један пасији век, три нечујна чуда, Бехемот, Слом, Ваш жалосни, Бродови који тону, Лабуд и бик и златна киша, Кони Ајленд, Шаман денди, Из дневника, Имам три сина, Ноћни воз за Варденклиф, Далеки ритмови, Нови аутоматон, Узимаће змије, Светлост Шангаја, За душе!, Источно од Сунца, Западно од Месеца, На превеселој вртешци немилосрдног смираја, Милион вриштећих прозора, М-па-М-па!, Кармин, Нос и раздељак, Одабери најбољи живот, Али човек никада, Само болови чују, само потребе виде!, Да ли смо исти живот живели?, Ја нисам умела, Драги Тесла, Кад би, Писмо Голубици, А онда, Слављеник, заборављени, Франкештајнова невеста, Јер новца нема, Аветињски такси, Ја се више не бојим, Рат светова, Фурије, Континуитет, Бард, Духови и голубови, Престаје бол, време и важност ствари.

## Радња
Време у роману Тесла, портрет међу маскама тече линеарно. Започиње младошћу Николе Тесле, а завршава се његовом смрћу. 
Први део романа Младост прати одрастање Николе Тесле као и сагледавање извора његових идеја кроз породичну призму. Следи прича о Теслиним емигрирању у САД, када постаје један од креатора америчке историје. 
Други део романа Америка се бави претежно фактографијом и историјом идеја тог доба. Радња у овом делу романа је динамична, смењује се велики број ликова и догађаја пред Теслом. 
Трећи део Нови век носи у себи идеје прогреса. Теслин лик се оличава у светлости као парадигма успеха у Америци.

## Награде
- Владимир Пиштало је за роман добио НИН-ову награду за роман године (2008). [4]
- Најчитанија књига Народне Библиотеке Србије.[4]
- Књига је преведена на више од 20 светских језика.[4]